# Jacques Antoine Charles Bresse
Pour les articles homonymes, voir Bresse (homonymie).
Jacques Antoine Charles Bresse est un ingénieur en chef des ponts et chaussées français né à Vienne (Isère) le 9 octobre 1822, et mort à Paris le 22 mai 1883 . 
On lui doit plusieurs formules de calcul des ponts métalliques du chemin de fer.

## Biographie
À l’origine, la famille Bresse, ce sont des paysans de la province de la Bresse qui sont venus s'installer dans un petit village, Artas , dans le département de l'Isère, vers 1500. Ce village est situé entre Vienne et Grenoble, entre Bourgoin et Saint-Jean-de-Bournay. Cette famille, d'abord paysanne, devient propriétaire de ses terres. Ses membres accèdent aux fonctions de notaire et de maire de la commune.
Le père de Jacques Antoine Charles Bresse, Innocent François Candide, est né le 9 mars 1791, à Artas. Il est venu s'installer à Vienne, au sud de Lyon. Il était négociant en laines.
Jacques Antoine Charles Bresse est né le 9 octobre 1822 à Vienne (Isère).
La mère de Bresse meurt en 1825 : il n’a alors que 3 ans. Son père le confie à sa sœur, Jeanne Marie Unité, qui vient de se marier et qui vit à Artas, berceau de la famille Bresse. Il est élevé comme un paysan. A 7 ans, il ne parle que le patois. On lui dit : « Ba, mije, te case » (Bois, mange et tais-toi), en dauphinois, ce qui est resté célèbre dans la famille.
À 8 ans, il est placé élève externe au collège à Bourgoin (13 km), où il va tous les jours en carriole. Il passe à 15 ans élève interne au lycée du Parc puis au lycée Saint-Louis à Paris. Il entre à 19 ans et dans les premiers à l’École Polytechnique en 1841.
Bresse obtient son diplôme de l'École polytechnique en 1843, ensuite entre à l'École des ponts et chaussées. À la sortie de cette école d'application, il est nommé ingénieur des ponts et chaussées et passe quelques années dans le département de Lot-et-Garonne, puis de l'Isère.
Il se fait remarquer en 1848, il a alors 25 ans, en publiant dans les Annales des ponts et chaussées un article : Études théoriques sur la résistance des arcs employés dans les ponts en fonte ou en bois. Il est alors immédiatement attaché comme répétiteur au cours de mécanique appliquée de l'École des ponts et chaussées de Bélanger. En 1851, il est attaché comme répétiteur à l'École polytechnique.
En 1853, il succède à Bélanger comme professeur de mécanique appliquée à école des ponts et chaussées, et  comme professeur de mécanique et machines à l'École polytechnique^. En 1855, il remanie complètement ses études sur la résistance des pièces courbes.
Bresse est alors reconnu pour ses travaux sur la flexion des poutres et arc, domaine dans lequel il est l'un des contributeurs majeurs avec Adhémar Barré de Saint-Venant. Tous deux développent leurs travaux à partir du travail d'Henri Navier. Bresse systématise le travail autour des arches et dresse un tableau de tous les cas particuliers,. Il est l'auteur des équations dites « de Bresse » ou « de Navier-Bresse, », publiées dans son essai « Calcul des moments de flexion dans une poutre à plusieurs travées solidaires. »
Il reçoit en 1874 le Prix Poncelet de l'Académie et entre en 1880 à l'Académie des sciences, section mécanique. Le fait que Bresse a été élu à l’Académie des Sciences n’était guère dû à ses recherches exceptionnelles, mais plutôt à sa collégialité et à son entrée dans les associations d’ingénieurs françaises.
Les ouvrages sur la résistance des matériaux et la stabilité des structures d’une part, et sur l’hydraulique d’autre part, sont d’une importance particulière.
Il est fait officier de la Légion d'honneur en juillet 1880.
Il était inspecteur général des Ponts et Chaussées. A ce titre, il a présidé le jury qui a autorisé Gustave Eiffel à construire le viaduc de Garabit. Il a considéré que Gustave Eiffel devait prendre tous les risques financiers.
Le 8 mai 1883, il s’alite, atteint d’une érysipèle (infection cutanée inflammatoire). Il meurt le 22 mai 1883, âgé de 60 ans. 
De nombreux discours de savants seront prononcés sur sa tombe, comme celui de M. Tarbé de Saint-Hardouin, directeur de l’École des  ponts et chaussées, M. Mercadier, directeur de l’École polytechnique, M. Phillips, membre de l'Institut. Ils ont tous mis en évidence  les qualités morales de l'homme à la hauteur de la valeur du savant. Tous ceux qui l'ont approché  connaissaient sa simplicité, sa droiture et sa conscience scrupuleuse dans l'accomplissement de ses devoirs.
Il était décédé lorsque Gustave Eiffel a construit sa tour, mais celui-ci a voulu lui rendre hommage en mettant son nom au niveau du premier étage de la tour, avec les 72 savants français (mathématiciens, physiciens, chimistes…) beaucoup plus connus comme Ampère, Lavoisier, Laplace, Chaptal, Gay-Lussac, Béquerel, Coriolis, Coulomb, Foucault…

## Travaux scientifiques
Ces équations permettent de calculer les déplacements des poutres sous l’effet du chargement. Elles servent pour le calcul des ponts routiers ou de chemin de fer.
Plus tard, il a fait des recherches sur l'hydraulique, en particulier sur la surface libre des cours d’eau. Ceux-là ont été couramment utilisés dans les constructions de barrages, en particulier pour calculer d’avance comment ils modifieront le cours d’eau en amont du barrage.
Il publie en 1860, un cours de Mécanique appliquée  à l’École Impériale des Ponts et Chaussées. Sa deuxième édition suivit en 1868, une troisième édition fut publiée en 1880. Il y avait 2 parties :
- Résistance des matériaux et de la stabilité des structures[14]

- Hydraulique[15]

Le professeur Willi Hager (en) de l'ETH Zurich a publié des travaux sur la partie Hydraulique de Bresse.

## Publications
- Recherches analytiques sur la flexion et la résistance des pièces courbes, 1854 (avec tables numériques).
- Calcul des moments de flexion dans une poutre à plusieurs travées solidaires, 1865, Gauthier-Villars, Paris (couronné du Prix Poncelet de l'Académie des sciences).
- Cours de mécanique appliquée, professé à l'École impériale des ponts et chaussées, 1ère partie : Résistance des matériaux et stabilité des constructions[14]
- Cours de Mécanique appliquée à l'Ecole Impériale des Ponts et Chaussées : 2 ème partie : Hydraulique[15]
- Cours de mécanique et machines professé à l'École polytechnique, 1885

## Hommage
Son nom est inscrit sur la Tour Eiffel.